# Římskokatolická farnost Častolovice
Římskokatolická farnost Častolovice je územním společenstvím římských katolíků v rychnovském vikariátu královéhradecké diecéze.

## O farnosti

### Historie
Kostel v Častolovicích byl založen místním velmožem Půtou ve 14. století. Plebánie při kostele zanikla zřejmě během husitských válek. Častolovická farnost byla obnovena v roce 1727 z rozhodnutí tehdejšího královéhradeckého biskupa Václava Františka Karla Košína a místní vrchnost se zavázala odvádět část naturálií z několika vsí k vydržování kněze.
V 80. letech 20. století byl zásadně renovován z iniciativy tehdejšího duchovního správce, ThDr. Martina Srubjana, častolovický farní kostel svatého Víta. Renovace byly završeny 23. září 1989 slavností znovuvysvěcení kostela.

#### Přehled duchovních správců
- 1880–1897 R.D. Alois Potěhník
- 1908–1947 R.D. Jaroslav Petr
- 1948–1979 R.D. Jan Kosek
- 1979–1991 R.D. ThDr. Martin Srubjan
- 1992–1994 R.D. František Makovec
- 1994–1999 R.D. Pavel Mistr
- 1999–2017 R.D. Mgr. Arnošt Jílek
- od 1. 7. 2017 R.D. Mgr. Ondřej Kunc

### Současnost
Farnost má sídelního duchovního správce, který je zároveň administrátorem excurrendo ve farnosti Lično a Voděrady.
| Fotografie | Kostel                         | Místo             | Bohoslužba                  | Bohoslužba              | Poznámka        |
| ---------- | ------------------------------ | ----------------- | --------------------------- | ----------------------- | --------------- |
|            | Kostel svatého Víta            | Častolovice       | neděle pondělí středa pátek | 07.45 18.00 08.00 18.00 | farní kostel    |
|            | Kaple svaté Máří Magdaleny     | Častolovice       | neslouží se pravidelně      | neslouží se pravidelně  | hřbitovní kaple |
|            | Kaple                          | Zámek Častolovice | neslouží se pravidelně      | neslouží se pravidelně  | zámecká kaple   |
|            | Kaple svatých Andělů strážných | Čestice           | neslouží se pravidelně      | neslouží se pravidelně  | obecní kaple    |